# La Côte-Saint-André
La Côte-Saint-André är en kommun i departementet Isère i regionen Auvergne-Rhône-Alpes i sydöstra Frankrike. Kommunen ligger i kantonen La Côte-Saint-André som tillhör arrondissementet Vienne. År 2022 hade La Côte-Saint-André 4 793 invånare.

## Befolkningsutveckling
Antalet invånare i kommunen La Côte-Saint-André
Referens:INSEE